# Pyrrhula nipalensis
El camachuelo pardo (Pyrrhula nipalensis) es una especie de ave paseriforme de la familia Fringillidae propia de las montañas de Asia. 

## Descripción
El camachuelo pardo es un pájaro relativamente pequeño, con una lóngitud de 16,5 cm. Su cabeza, cuello y partes inferiores son grisáceos. La parte superior de su espalda es parda, y las plumas de vuelo de alas y cola son negras. Su obispillo es blanco, al igual que la parte inferior de sus alas y la base de su cola. Su pico es grisáceo oscuro. Machos y hembras tienen un aspecto similar pero se diferencian por una mancha de las alas que en los machos es roja y en las hembras amarilla.

## Distribución
Se encuentra en los montes y montañas del sureste de Asia desde el Himalaya hasta el este de China, incluidas Taiwán y la península malaya. Distribuido por Birmania, Bután, sur de China, norte de la India, Malasia, Nepal, Pakistán, Taiwán y norte de Vietnam. Su hábitat natural son los bosques de montaña y bosques templados.